# Holländisches Viertel
Lo Holländisches Viertel (letteralmente: “quartiere olandese”) è un piccolo e caratteristico quartiere nel centro storico della città tedesca di Potsdam; fu costruito nel XVIII secolo in stile olandese per ospitare gli immigrati dai Paesi Bassi.

## Storia
Nel XVIII secolo il Re di Prussia Federico Guglielmo I invitò nel suo Regno numerosi ingegneri e artigiani olandesi; per ospitarli diede ordine di costruire un quartiere all’interno della seconda espansione barocca della città di Potsdam.
Il quartiere fu progettato da Andreas Berger e Johann Boumann (quest’ultimo egli stesso immigrato olandese) e costruito a partire dal 1737. Per la sua realizzazione si rese necessaria la bonifica del terreno paludoso, grazie allo scavo del Bassinplatz, un bacino artificiale poco distante. La costruzione fu conclusa nel 1742 sotto Federico II.
Sopravvissuto ai bombardamenti della seconda guerra mondiale, venne restaurato a partire dal 1975.

## Caratteristiche
Il quartiere ha forma quadrangolare ed è costituito di quattro isolati separati fra loro da due strade incrociantesi perpendicolarmente.
Le case sono in stile olandese, in mattoni a vista di colore rosso e con finestre bianche. Esse sono essenzialmente di due tipi: con facciata a tre assi coronata da un frontone, oppure con facciata a cinque assi e gronda piana.
All’interno degli isolati vi sono degli spazi a giardino, in origine occupati da attività artigianali.